# International Information Systems Security Certification Consortium
International Information Systems Security Certification Consortium ((ISC)²) est le nom d'une organisation à but non lucratif dont le siège social est situé à Palm Harbor en Floride (aux États-Unis d'Amérique).
Cet organisme est chargé de certifier des professionnels de la sécurité de l'information, en fournissant les certifications SSCP et Certified Information Systems Security Professional (CISSP).